# Ratu Roluvenisoba
Ratu Roluvenisoba (8 juni 1978) is een voormalige Fijisch voetballer die bij voorkeur als middenvelder speelt.   
Op 7 april 2001 in de thuiswedstrijd tegen Amerikaans Samoa maakte Roluvenisoba zijn debuut voor Fiji voetbalelftal. Hij speelde hele wedstrijd mee en hij begon in de basis, de wedstrijd ging gewonnen met 13-0.  hij heeft 4 wedstrijden gespeeld voor zijn nationale ploeg.
Roluvenisoba beëindigde zijn voetbalcarrière in 2010.